# Polônia nos Jogos Olímpicos de Inverno de 1994
A  Polônia competiu nos Jogos Olímpicos de Inverno de 1994, em Lillehammer, na Noruega.